# Baños de Rioja
Baños de Rioja é um município da Espanha
na província e comunidade autónoma de La Rioja, de área 9,21 km² com população de 97 habitantes (2007) e densidade populacional de 10,53 hab./km².

## Demografia
| Variação demográfica do município entre 1991 e 2004 | Variação demográfica do município entre 1991 e 2004 | Variação demográfica do município entre 1991 e 2004 | Variação demográfica do município entre 1991 e 2004 |
| --------------------------------------------------- | --------------------------------------------------- | --------------------------------------------------- | --------------------------------------------------- |
| 1991                                                | 1996                                                | 2001                                                | 2004                                                |
| 127                                                 | 117                                                 | 97                                                  | 94                                                  |